# Comuna Bâlvănești, Mehedinți
Bâlvănești este o comună în județul Mehedinți, Oltenia, România, formată din satele Bâlvănești (reședința), Bâlvăneștii de Jos, Călineștii de Jos, Călineștii de Sus și Pârlagele.

## Demografie
Componența etnică a comunei Bâlvănești
     Români (93,99%)
     Alte etnii (0%)
     Necunoscută (6,01%)
Componența confesională a comunei Bâlvănești
     Ortodocși (93,62%)
     Alte religii (6,38%)
Conform recensământului efectuat în 2021, populația comunei Bâlvănești se ridică la 815 locuitori, în scădere față de recensământul anterior din 2011, când fuseseră înregistrați 995 de locuitori. Majoritatea locuitorilor sunt români (93,99%), iar pentru 6,01% nu se cunoaște apartenența etnică. Din punct de vedere confesional, majoritatea locuitorilor sunt ortodocși (93,62%).

## Politică și administrație
Comuna Bâlvănești este administrată de un primar și un consiliu local compus din 9 consilieri. Primarul, Mihăiță Bădescu[*], de la Partidul Social Democrat, este în funcție din octombrie 2020. Începând cu alegerile locale din 2024, consiliul local are următoarea componență pe partide politice:
|  | Partid                    | Consilieri | Componența Consiliului | Componența Consiliului | Componența Consiliului | Componența Consiliului | Componența Consiliului | Componența Consiliului |
|  | ------------------------- | ---------- | ---------------------- | ---------------------- | ---------------------- | ---------------------- | ---------------------- | ---------------------- |
|  | Partidul Social Democrat  | 6          |                        |                        |                        |                        |                        |                        |
|  | Partidul Național Liberal | 3          |                        |                        |                        |                        |                        |                        |